# Шуговица (река)
Шуговица (мађ. Sugovica) је река у Мађарској.

## Географски положај
- Шуговица је речица у јужној Мађарској, поред града Баје.

## Ток реке
- Шуговица је једна од многобројних старих притока Дунава, а позната је и под називом Камараш-Дунав (мађ. Kamarás-Duna).

## Занимљивости
Шуговица је веома богата рибом, тако да се многобројни рибљи ресторани у околини Баје снабдевају свежом племенитом рибом управо са Шуговице.